# Charles Le Carpentier
Charles Louis François Le Carpentier, talvolta citato come Lecarpentier (Pont-Audemer, 1744 – Rouen, settembre 1822), è stato uno scrittore e pittore francese che predilesse la rappresentazione di argomenti storici e paesaggi.

## Biografia
Giunto con la famiglia a Rouen all'età di tre anni, Le Carpentier fu, dal 1762 al 1766, allievo di Descamps all'École régionale des Beaux-Arts de Rouen della quale poi divenne a sua volta docente. Egli studiò poi all'école des Beaux-Arts de Paris sotto Doyen.
Ritornato a Rouen nel 1777, dipinse un grande quadro Vue du port et de la ville de Rouen e disegnò degli scorci del paesaggio della Normandia per l'edizione del Voyage pittoresque de la France di Laborde. Allo scoppio della rivoluzione francese, prese il posto del figlio di Jean-Baptiste Descamps alla direzione dell'École régionale des Beaux-Arts de Rouen. Contribuì alla fondazione del Musée des Beaux-Arts de Rouen, assieme al suo compatriota Lemonnier, raccogliendo i quadri che erano stati confiscati agli ordini religiosi soppressi dall'Assemblea Nazionale Costituente del 1789. 
Le Carpentier espose sue opere ai Salon del 1801, 1802 e 1805. Fu membro della Société d'Émulation de Rouen, dell'Académie des sciences, belles-lettres et arts de Rouen dopo il 1815 e socio corrispondente dell'Institut de France nel 1822.

## Opere
- Dominico Zampieri dit le Dominiquin, Rouen, F. Baudry, 1813
- Essai sur le Paysage dans lequel on traite des diverses méthodes pour se conduire dans l'étude du paysage, suivies de courtes notices sur les plus habiles peintres de ce genre, Rouen, [S.n.], 1816, in-8°
- Galerie des peintres célèbres : avec des remarques sur le genre de chaque maître, [S.l.n.n], 1821
- Itinéraire de Rouen, ou guide des voyageurs pour visiter avec intérêt les lieux les plus remarquables de cette Ville et de ses environs, Rouen, F. Baudry, 1816
- Notice sur François Doyen peintre, Rouen, V. Guilbert, 1809
- Notice sur Honoré Fragonard, Rouen, V. Guilbert, 1806
- Notice sur M. Houel : peintre, Rouen, F. Baudry, 1813
- Simon Vouet, peintre, Rouen, V. Guilbert, [S.d.]